# Кинселла, Томас
Томас Кинселла (англ. Thomas Kinsella, 4 мая 1928 — 22 декабря 2021) — ирландский поэт, переводчик, редактор и издатель. Кинселла родился в окрестностях Дублина и до поступления на государственную службу учился в Дублинском университетском колледже. Он начал публиковать стихи в начале 1950-х годов и примерно в то же время перевел ранние ирландские стихи на английский язык. В 1960-х он переехал в Соединённые Штаты, чтобы преподавать английский язык в университетах, включая Университет Темпл. Кинселла продолжал стабильно публиковаться до 2010-х годов.

## Ранние годы и работа
Томас Кинселла родился 4 мая 1928 года в Инчикоре в семье Агнес (Кассерли) и Джона Кинселлы. Он провёл большую часть своего детства в районе Килмейнем/Инчикор в Дублине. Томас получил образование в модельной школе Инчикора, где уроки велись на ирландском языке, а также в школе О’Коннелла на Норт-Ричмонд-стрит в Дублине. Его отец и дед работали в пивоварне Guinness. Он поступил в Университетский колледж Дублина в 1946 году, сначала изучая естественные науки. После нескольких семестров в колледже он занял должность на государственной службе Ирландии в отделе финансов и продолжил учёбу в университете в вечернее время, переключившись на гуманитарные науки и искусство.
Многие из ранних стихов Кинселлы были опубликованы в журнале National Student Дублинского университетского колледжа с 1951 по 1953 год. Его первая брошюра «Звёздный глаз» (The Starlit Eye, 1952) была опубликована издательством «Dolmen Press» Лиама Миллера, как и «Стихи» (Poems, 1956), его первая книжная публикация. За ними последовали «Другой сентябрь» (Another September, 1958–1962), «Морали» (Moralities, 1960), «Вниз по течению» (Downstream, 1962), «Полынь» (Wormwood, 1966) и длинное стихотворение Nightwalker (1967).

## Переводы и редактирование
По предложению Миллера Кинселла обратил своё внимание на перевод ранних ирландских текстов. Он выпустил версии Longes Mac Usnig и «Кирасы Святого Патрика» (The Breastplate of St Patrick) в 1954 году и «Тридцать три триады» (Thirty-Three Triads) в 1955 году. Его наиболее значимые работы в этой области собраны в двух томах. Первым из них был The Táin (Dolmen, 1969; Oxford University Press, 1970), версия Похищения быка из Куальнге, иллюстрированная Луи ле Броки.
Вместе с Шоном О Туамой Кинселла был соредактором «Дуанайра: 1600–1900», «Стихов обездоленных» (1981), антологии ирландских стихотворений, которую критик Сиобхан Холланд описывает как «политизированное развёртывание жанра антологии». «Дуанайр» получил «специальную награду» Премии Руни в области ирландской литературы в 1982 году. Томас также редактировал «Избранные стихотворения» Остина Кларка и «Собрание стихотворений» (оба 1974 г.) для Dolmen Press и «Новую оксфордскую книгу ирландских стихов» (1986).
По словам критика Диллона Джонстона, переводы Кинселлы «Táin» и «Дуанайра» помогли «оживить» ирландский литературный канон.

## Поздняя поэзия
В 1965 году Кинселла оставил государственную службу, чтобы преподавать в Университете Южного Иллинойса, а в 1970 году стал профессором английского языка в Университете Темпл. В 1973 году он основал программу Темпл по изучению ирландского языка.
В 1972 году он основал Peppercanister Press, чтобы публиковать свои собственные труды. Первым изданием, выпущенным Peppercanister была «Дюжина мясника», сатирический ответ Трибуналу Уиджери на события Кровавого воскресенья. Это стихотворение основано на традиции аислинга.
Начиная примерно с 1968 года с «Nightwalker» и «Other Poems», творчество Кинселлы больше находилось под влиянием американского модернизма, особенно поэзии Эзры Паунда, Уильяма Карлоса Уильямса и Роберта Лоуэлла. Вдобавок его поэзия стала больше сосредотачиваться на индивидуальной психике, как видно из работ Карла Юнга. Эти тенденции проявились в стихотворениях «Записки из страны мёртвых» (1973) и «Один» (1974).
По словам критика Томаса Х. Джексона, в таких книгах, как «Её вертикальная улыбка» (1985), «Из Ирландии» (1987) и «Часы Святой Екатерины» (1987), личные и всемирно-исторические точки зрения сочетаются: «обратитесь к себе, и вы найдёте мир; обратитесь к аспекту мира, и вы найдёте себя». One Fond Embrace (1988) и Poems from Center City (1990) ссылаются на исторических предшественников, включая Брайана Мерримана и средневековую поэзию проклятий, чтобы проанализировать современные события, такие как архитектурное развитие Дублина.

## Награды и почести
24 мая 2007 года Кинселла получил почётную награду Freedom of the City of Dublin. В декабре 2018 года он получил звание почётного доктора Тринити-колледжа в Дублине.

## Личная жизнь и смерть
Брат Кинселлы Джон (1932–2021) был композитором. Томас умер в Дублине 22 декабря 2021 года, в возрасте 93 лет. Его жена Элеанор умерла ранее — в 2017 году.

## Труды

### Поэтические сборники
- Poems (1956)[1]
- Another September (Dolmen, 1958)[6]
- Poems & Translations (New York: Atheneum, 1961)[6]
- Downstream (1962)[8]
- Tear (Cambridge, Massachusetts: Pym-Randall Press, 1969)[6]
- Nightwalker and Other Poems (1968)[8]
- The Good Fight (Peppercanister, 1973)[8]
- Notes from the Land of the Dead and Other Poems (1973)[8]
- Fifteen Dead (1979)[31]
- One and Other Poems (1979)[31]
- Peppercanister Poems 1972–1978 (Winston-Salem, North Carolina: Wake Forest University Press, 1980)[32]
- One Fond Embrace (Deerfield, Massachusetts: Deerfield Press, 1981)[32]
- St Catherine's Clock (Dolmen, 1987)[32]
- Blood and Family (Oxford University Press, 1988)[32]
- Madonna and Other Poems (Peppercanister, 1991)[32]
- Open Court (Peppercanister, 1991)[32]
- From Centre City (1994)[31]
- The Pen Shop (Peppercanister, 1996)[32]
- The Familiar (Peppercanister, 1999)[32]
- Godhead (Peppercanister, 1999)[32]
- Citizen of the World (Peppercanister, 2000)[32]
- Littlebody (Peppercanister, 2000)[32]
- Collected Poems 1956–2001 (Manchester: Carcanet Press, 2001; Winston-Salem, North Carolina: Wake Forest University Press, 2006)[32]
- Marginal Economy (Dublin: Dedalus Press; Manchester: Carcanet Press, 2006)[32]
- Belief and Unbelief (Dublin: Dedalus Press; Manchester: Carcanet Press, 2007)[32]
- Man of War (Dublin: Dedalus Press; Manchester: Carcanet Press, 2007)[32]
- Selected Poems (Manchester: Carcanet Press, 2007)[32]
- Fat Master (2011)[33]
- Love Joy Peace (2011)[33]
- Kinsella, Thomas. Late Poems. — 2013. — ISBN 978-1-84777-243-5.

### Сборники прозы
- The Dual Tradition (1995)[31]
- Readings in Poetry (Dublin: Dedalus Press; Manchester: Carcanet Press, 2006)[32]
- Prose Occasions: 1951–2006. — Manchester : Carcanet Press, 2009. — ISBN 978-1-84777-008-0.

### Поэзия и проза
- A Dublin Documentary (O'Brien Press, 2007)[32]

### Переводы
- The Táin, translated from the Irish epic Táin Bó Cúailnge, with illustrations by Louis le Brocquy. Dolmen, 1969; Oxford University Press, 1970.
- An Duanaire - Poems of the Dispossessed, an anthology of Gaelic poems; edited by Seán Ó Tuama. Portlaoise: Dolmen Press, 1981 ISBN 978-0-85105-363-9.

### Аудио
- Thomas Kinsella Poems 1956–2006 (Claddagh Records, 2007)[32]